# Runway
Runway AI, Inc. (també coneguda com a Runway i RunwayML) és una empresa nord-americana amb seu a la ciutat de Nova York especialitzada en investigació i tecnologies d'intel·ligència artificial generativa. L'empresa es centra principalment en la creació de productes i models per generar vídeos, imatges i diversos continguts multimèdia. És més notable pel desenvolupament dels models comercials d'IA generativa de text a vídeo i vídeo Gen-1, Gen-2, Gen-3 Alpha i Gen-4.
Les eines i els models d'IA de Runway s'han utilitzat en pel·lícules com Tot alhora a tot arreu, en vídeos musicals per a artistes com A$AP Rocky, Kanye West, Brockhampton i The Dandy Warhols, i en l'edició de programes de televisió com The Late Show with Stephen Colbert Top Gear.

## Història
L'empresa va ser fundada l'any 2018 pels xilens Cristóbal Valenzuela,  Alejandro Matamala i el grec Anastasis Germanidis després que es coneguessin a la New York University Tisch School of the Arts. L'empresa va recaptar 2 milions de dòlars el 2018 per construir una plataforma per desplegar models d'aprenentatge automàtic a escala dins d'aplicacions multimèdia.
El desembre de 2020, Runway va recaptar 8,5 milions de dòlars EUA en una ronda de finançament de la Sèrie A.
El desembre de 2021, la companyia va recaptar 35 milions de dòlars en una ronda de finançament de la Sèrie B.
L'agost de 2022 la companyia va publicar conjuntament una versió millorada del seu model de difusió latent anomenada Stable Diffusion juntament amb el Grup CompVis de la Universitat de Múnic i una donació de càlcul per part de Stability AI.
El 21 de desembre de 2022 Runway va recaptar 50 milions de dòlars en una ronda de la Sèrie C. Seguida d'una ronda d'extensió de la Sèrie C de 141 milions de dòlars el juny de 2023 amb una valoració de 1.500 milions de dòlars de Google, Nvidia i Salesforce per crear models d'IA multimodal fonamentals per a la generació de contingut que s'utilitzaran en pel·lícules i producció de vídeo.
El febrer de 2023, Runway va llançar Gen-1 i Gen-2 el primer model de generació de vídeo a vídeo i text a vídeo bàsic comercial i disponible públicament accessible mitjançant una interfície web senzilla.
El juny de 2023, Runway va ser seleccionada com una de les 100 empreses més influents del món per la revista Time.

## Serveis i tecnologies
Runway se centra en IA generativa per a vídeo, mitjans i art. L'empresa se centra a desenvolupar una tecnologia de model bàsica patentada que els professionals de la realització de cinema, la postproducció, la publicitat, l'edició i els efectes visuals poden utilitzar. A més, Runway ofereix una aplicació per a iOS adreçada als consumidors.
El producte Runway és accessible mitjançant una plataforma web i una API com a servei gestionat.

### Stable diffusion
Stable Diffusion és un model d'aprenentatge profund de codi obert i text a imatge publicat el 2022 basat en el document original High-Resolution Image Synthesis with Latent Diffusion Models publicat per Runway i el Grup CompVis de la Universitat de Múnic. La difusió estable s'utilitza principalment per crear imatges condicionades a descripcions de text.

### Gen-1
Gen-1 és un sistema d'IA generativa de vídeo a vídeo que sintetitza nous vídeos aplicant la composició i l'estil d'una imatge o una indicació de text a l'estructura d'un vídeo font. El model es va llançar el febrer de 2023. El model Gen-1 va ser entrenat i desenvolupat per Runway basant-se en el document original Structure and Content-Guided Video Synthesis with Diffusion Models from Runway Research. Gen-1 és un exemple d'intel·ligència artificial generativa per a la creació de vídeo.

### Gen-2
Gen-2 és un sistema d'IA multimodal que pot generar vídeos nous amb text, imatges o clips de vídeo. El model és una continuació de Gen-1 i inclou una modalitat per generar vídeo condicionat a text. Gen-2 és un dels primers models de text a vídeo disponibles comercialment.

### Gen-3 Alfa
Gen-3 Alpha és el primer d'una sèrie de models entrenats per Runway en una nova infraestructura construïda per a l'entrenament multimodal a gran escala. És una millora important en la fidelitat, la coherència i el moviment respecte a la Gen-2, i un pas cap a la construcció de models mundials generals.
Les dades d'entrenament per a Gen-3 s'han obtingut de milers de vídeos de YouTube i de pel·lícules potencialment piratejades. Un antic empleat de Runway va al·legar a 404 Media que un esforç de tota l'empresa era compilar vídeos en fulls de càlcul, que després es baixaven mitjançant youtube-dl a través de servidors intermediaris per evitar ser bloquejats per YouTube. En proves, 404 Media va descobrir que els noms dels youtubers generarien vídeos amb els seus respectius estils.

### Gen-4
El 31 de març de 2025, Runway va llançar el seu últim model insígnia, Gen-4.
Gen-4 capaç de generar amb precisió personatges, ubicacions i objectes consistents a través de les escenes. Només cal definir l'aspecte i la sensació i el model mantindrà entorns mundials coherents alhora que conserva l'estil, l'estat d'ànim i els elements cinematogràfics distintius de cada fotograma. A continuació, es poden regenerar aquests elements des de múltiples perspectives i posicions dins de les escenes.
Gen-4 pot utilitzar referències visuals, combinades amb instruccions, per crear imatges i vídeos nous utilitzant estils, temes, ubicacions i molt més coherents. Oferint una llibertat creativa sense precedents per explicar històries.
Runway Gen-4 permet generar personatges consistents en infinites condicions d'il·luminació, ubicacions i tractaments. Tot amb només una imatge de referència dels personatges.
Gen-4 destaca per la seva capacitat de generar vídeos altament dinàmics amb moviment realista, així com coherència de subjecte, objecte i estil amb una adherència ràpida superior i la millor comprensió del món.